# Luciano Bertoni
Luciano Bertoni (Collebeato, 25 maggio 1942 – Lodetto, 14 gennaio 2008) è stato un calciatore italiano, di ruolo portiere.
Muore nella notte tra il 13 e il 14 gennaio 2008, all'età di 65 anni, travolto da un treno della linea Brescia-Milano a due chilometri dalla stazione di Lodetto.

## Carriera
Cresciuto nell'Atalanta, disputa diversi campionati in Serie B e Serie C con le maglie di Pro Patria, Alessandria e Crotone, fino all'approdo in massima serie con la maglia del neopromosso Catanzaro. Esordisce in Serie A il 24 ottobre 1971 in Cagliari-Catanzaro (0-0). Durante l'arco della stagione si alterna tra i pali con l'altro portiere Flavio Pozzani, collezionando 14 presenze. 

Bertoni al Parma nel 1975, in uscita sull'attaccante perugino Sollier.

Nel 1972 torna in Serie C, al Parma, protagonista della promozione tra i cadetti della formazione crociata, salvo poi tornare in terza divisione nel 1975, disputando un anno da secondo portiere. Ritorna in Serie A nel 1976, ingaggiato dal Foggia come vice di Maurizio Memo.
Nel 1977 passa al Brescia come terzo portiere e chioccia dei più giovani Astutillo Malgioglio e Silvano Martina: riesce a scendere in campo in un'occasione. La stagione successiva viene promosso al ruolo di vice-Malgioglio, collezionando 5 presenze in due anni.
Chiude la carriera da professionista a 39 anni in Serie C2 con la maglia della Lucchese, ma continua ancora a giocare nelle serie minori del bresciano. In carriera ha totalizzato complessivamente 15 presenze in Serie A e 121 presenze in Serie B.

## Palmarès

### Club

#### Competizioni nazionali
- Campionato italiano Serie C: 1

Parma: 1972-1973 (girone A)